# Kozi Gronik
Kozi Gronik (słow. Kozí grúnik, 978 m) – szczyt w masywie Osobitej w słowackich Tatrach Zachodnich. Znajduje się w grzbiecie, który odchodzi od Rzędowego Zwornika i poprzez Mihulcze Siodło i Mihulczą Czubę opada do Kotliny Orawickiej przy polanie Waniczka. Grzbiet ten oddziela Dolinę Bobrowiecką Orawską od Doliny Mihulczej. W przewodniku Tatry Zachodnie. Słowacja Kozi Gronik nazywany jest Kozim Wierchem.
Południowo-wschodnie stoki Koziego Gronika opadają do dolnej części Doliny Suchej Orawickiej (odnoga Doliny Bobrowieckiej), stoki północno-wschodnie do doliny Bobrowieckiego Potoku, północno-zachodnie na polanę Betlejemka. Względna wysokość Koziego Gronika nad dnem Bobrowieckiego Potoku wynosi około 100 m. Obecnie Kozi Gronik jest całkowicie zalesiony, jednak na mapie topograficznej Słowacji znaczna część stoków opadających do Doliny Suchej Orawickiej jest trawiasta, dawniej były to pastwiska Hali Suchej.
W gwarze podhalańskiej słowo koza oznacza również samicę kozicy i od słowa tego pochodzi wiele nazw w Tatrach. Słowo groń (zdrobniale gronik) oznacza wysoki brzeg rzeki, potoku, lub grzbiet między dwoma strumieniami.
Podnóża Koziego Gronika obfitują w źródła wód mineralnych. Na północnych, nieco powyżej Bobrowieckiego Potoku jest źródło wody siarkowej zwane Kisłą Wodą, na północno-zachodnich są dwa źródła wód mineralnych i jednocześnie termalnych, obejmowane wspólną nazwą Jaszczurzyca.

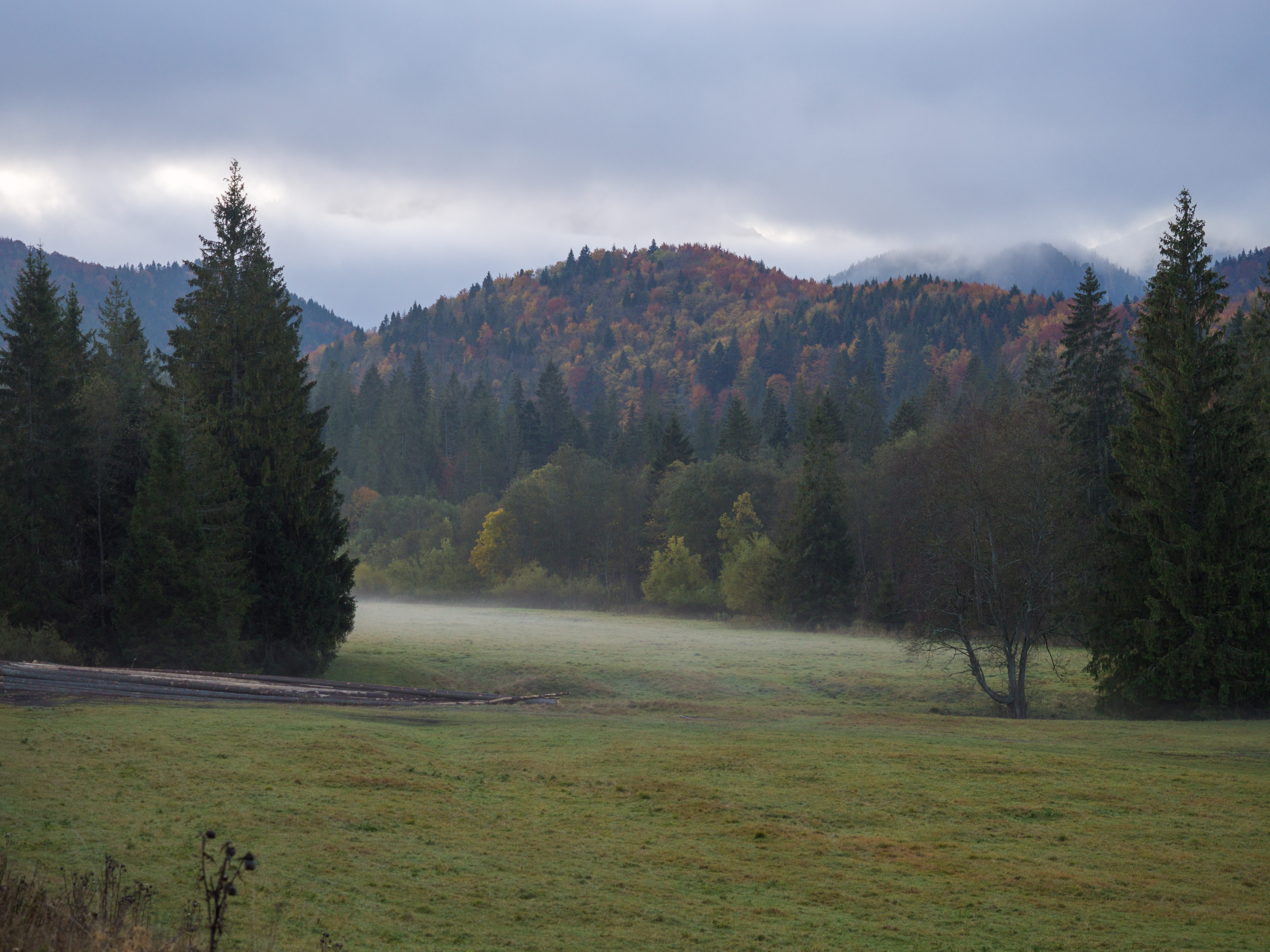
Kozi Gronik – widok z polany Pieczyska